# Marceau Long
Pour les articles homonymes, voir Long.
Marceau Long, né le 22 avril 1926 à Aix-en-Provence et mort le 23 juillet 2016 à Créteil,, est un haut fonctionnaire français. Epoux de Josette Niel (1926-2022) et père de cinq enfants, il a été, succédant à Arthur Conte, le deuxième PDG de l'ORTF d'octobre 1973 jusqu'à son démantèlement en janvier 1975, puis secrétaire général du gouvernement de 1975 à 1982, puis vice-président du Conseil d'État de 1987 à 1995, qui est le poste le plus élevé de la fonction publique en France. Il était, selon Marc Guillaume, secrétaire général du gouvernement lors de son décès, « l'un des plus grands serviteurs de l’État de la seconde moitié du XXe siècle. »
Du fait de son œuvre de juriste, notamment sur la notion de service public, et sa participation à des débats publics majeurs, Marceau Long « a été l’un des plus éminents vice-présidents du Conseil d’État depuis sa fondation » et un « immense serviteur de l’Etat ».

## Biographie

### Jeunesse et études
Fils de Lucien Long, chef de bureau de la Société des eaux de Marseille, et Marcelle Seymard, Marceau Marius Eugène Long naît en 1926 à Aix-en-Provence, dans les Bouches-du-Rhône. Fils unique, il étudie d'abord à l'école des sœurs d'Aix, puis au lycée Mignet. 
Il est licencié ès lettres et diplômé d'études supérieures en droit public à l'université d'Aix-en-Provence,. Préparant l'agrégation de droit public, il décide de passer également le concours de l'École nationale d'administration, qu'il intègre classé 4ème au sein de sa promotion Europe, 1951. Il en sort major. 

### Parcours professionnel

#### Premières années
À sa sortie d'école, il est nommé auditeur au Conseil d'État en 1952, puis maître des requêtes en 1957.
Il est ensuite commissaire du gouvernement, en particulier lors de plusieurs arrêts majeurs du droit des services publics (Conseil d’État, Sect., 20 avril 1956, Époux Bertin et Ministre de l’agriculture contre consorts Grimouard et Conseil d’État, Sect., 19 octobre 1956, Société Le Béton), au sein de la troisième sous-section de la Section du contentieux du Conseil d'État, alors présidée par Roger Latournerie. Il fait partie des rédacteurs du GAJA dès sa première édition, en 1956. Cet ouvrage a un rayonnement sans pareil sur le droit public. Il est nommé conseiller d’État en 1976.
Marceau Long sera ensuite conseiller technique au cabinet des secrétaires d’État aux affaires étrangères Maurice Faure (1956-1957) puis Émile Claparède, conseiller juridique à l'ambassade de France au Maroc à partir de 1958, pour aider à la transition consécutive à l'indépendance. 
Nommé directeur général de l'administration et de la fonction publique à seulement 35 ans (1961-1967), notamment chargé du retour des fonctionnaires des colonies en métropole, puis en 1967 il est appelé par Pierre Messmer pour être le secrétaire général pour l'administration du ministère de la Défense.  Avec sa force de travail et sa volonté de réforme, Marceau Long est à l'origine de la plupart des grandes réformes mises à l'étude et parfois même appliquées dans la fonction publique tant civile que militaire, notamment dans la modernisation de l'administration des armées, en y introduisant l'informatique, ou le statut général des militaires (loi du 13 juillet 1972). 
En novembre 1970, il est nommé membre du Comité de l'énergie atomique. Au cours de sa carrière, il a également présidé le conseil d'administration de l'Institut d'études politiques d'Aix-en-Provence (1990-1999), et a été maître de conférences à l'IEP de Paris et à l'ENA.

#### A l'ORTF
Après la démission d'Arthur Conte, Marceau Long est nommé, en octobre 1973, PDG de l'ORTF « en raison de ses qualités de gestionnaire », par le président Georges Pompidou. Puis, en 1974, il organise le démantèlement de l'ORTF. Il quitte l'ORTF désormais en liquidation le 1er janvier 1975, date à laquelle il est réintégré au conseil d’État, et le 12 février 1975, sur proposition du Premier ministre Jacques Chirac, il est nommé secrétaire général du gouvernement par le président Giscard d'Estaing, poste qu'il conserve après l'arrivée de la gauche au pouvoir, à la demande du Premier ministre Pierre Mauroy. « Heureusement que de hauts responsables de l'appareil d'État comme le secrétaire général du gouvernement ou le gouverneur de la Banque de France ont, de leur mission, une conception plus haute [de l’État]. Ils ont permis et ils permettent que la nécessaire continuité soit assurée. Je tiens, une fois encore, à les en remercier » (Pierre Mauroy). À cette occasion, il est l'un des rares fonctionnaires travaillant pour le gouvernement ayant conservé son poste lors de l'élection en 1981 de François Mitterrand et a assuré la continuité de l’État, son action étant unanimement saluée,. « Nul autre que M. Marceau Long n'était qualifié » (Louis Favoreu). Il favorise notamment le développement des services de l'information du Premier ministre. Il informe Pierre Mauroy de la conduite des affaires, évite aux nouveaux dirigeants de nombreuses erreurs et met, selon la conception française du service public, ses connaissances et ses compétences à la disposition du pouvoir légitime et légal.
Le gouvernement Pierre Mauroy le nomme ensuite PDG d'Air Inter de 1982 à 1984, puis PDG d'Air France de 1983 à 1987.

#### Vice-président du Conseil d’État

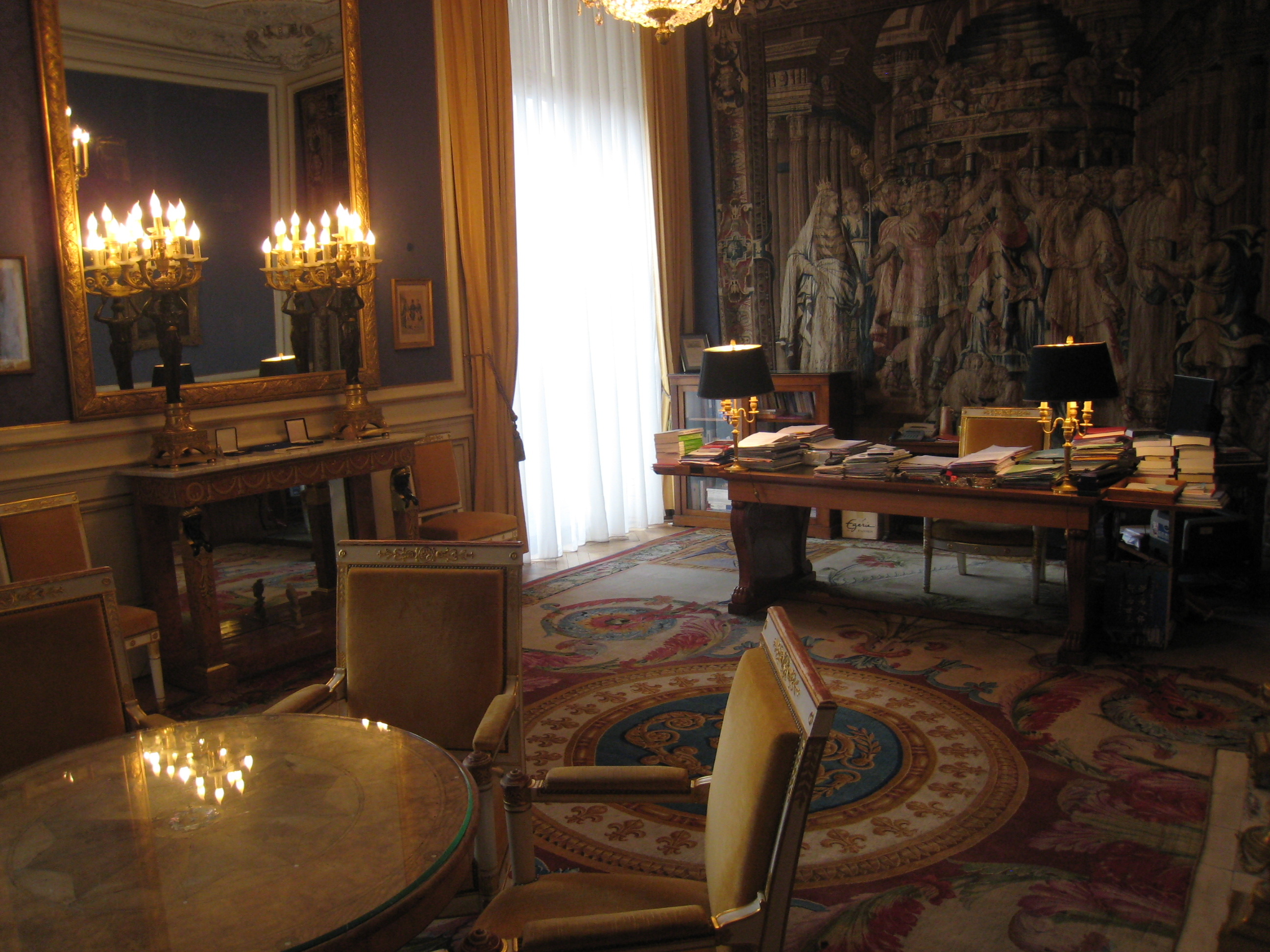
Bureau du Vice-président du Conseil d’État (2009) au Palais-Royal.

En 1987, pendant la première cohabitation, François Mitterrand et Jacques Chirac se mettent d'accord sur son nom pour diriger le Conseil d'État, en remplacement de Pierre Nicolay (sa nomination avait été évoquée dès 1980). Il est le vice-président du Conseil d’État du 26 février 1987 au 23 avril 1995, date à laquelle il est admis à faire valoir ses droits à la retraite. Il est remplacé par Renaud Denoix de Saint-Marc, ancien secrétaire général du gouvernement.
De 1989 à 1992, il préside la French American Foundation.
En tant que vice-président du Conseil d’État, Marceau Long participe à la préparation de la loi portant réforme du contentieux administratif du 31 décembre 1987 (création des cours administratives d'appel, modernisation des procédures contentieuses, création de la procédure d'avis...) et à celle de la loi du 8 février 1995 sur l'exécution des décisions de la justice administrative,. Il a été également durant son mandat président du conseil d'administration de l'ENA. 
C'est également pendant son mandat de vice-président que le Conseil d’État fait évoluer son contrôle de conventionnalité avec l'arrêt Nicolo du 19 octobre 1989, et admet la possibilité, pour un administré, de demander l'abrogation d'un règlement administratif illégal en cas de contradiction avec les objectifs d'une directive, avec l'arrêt Alitalia du 3 février 1989. Il est nommé vice-président honoraire du Conseil d'Etat après son mandat.
Dans son ouvrage Portalis, l'esprit de justice (1997), Marceau Long souligne que celui-ci est « le père de la justice moderne, en tout cas celui qui pressent le mieux à son époque le rôle toujours plus large qui sera progressivement reconnu au juge dans l'application de la loi aux situations particulières », défendant ainsi la tradition jurisprudentielle de l'ordre administratif en France.
Marceau Long est ensuite désigné président de la Commission de la nationalité, qui étudie une éventuelle réforme de la nationalité française, en 1987. Cette commission s'oppose à l'abandon du droit du sol, aux quotas d'immigration et refusant de « réduire une politique de nationalité et une politique d'intégration au contrôle des flux de l'immigration ». Il était préconisé la fin du caractère automatique de la nationalité pour les mineurs, mais sur leur déclaration, l'allongement de six mois à un an de mariage pour une transmission de la nationalité par mariage, et l'émergence d'un Islam de France. Ce travail sera repris par la réforme du code de la nationalité du 24 août 1993. 
Enfin, il est désigné membre de la Cour permanente d'arbitrage de la Haye (1991-1998). Sa nomination au Conseil constitutionnel avait également été évoquée.

### De nombreuses contributions aux débats publics
Selon l'un de ses successeurs,  Marc Guillaume, « Marceau Long [a mené] une carrière administrative exemplaire et symbolise l'homme du service public ». Modeste, bienveillant, serviteur de l'intérêt général, ses qualités reconnues le conduisent à contribuer  à de très importants débats publics sur l'évolution des institutions et des valeurs républicaines, y compris après sa retraite.
- membre du Comité consultatif pour la révision de la Constitution, dit Comité Vedel (1992-1993).
- président la commission sur le Livre blanc de la défense (1993-1994).
- président du Comité pour la commémoration des origines : de la Gaule à la France en 1996-1997
- membre de la Commission chargée de mener une réflexion sur le statut pénal du président de la République en 2002.
- membre de la Commission Stasi sur l'application du principe de laïcité dans la République en 2003.

Marceau Long est pendant plusieurs années président de l'Institut français des sciences administratives, association reconnue d'utilité publique et ayant pour but de promouvoir le modèle français de sciences administratives par l'organisation de colloques et la participation aux activités de l'Institut international des sciences administratives. Il sera également président du Haut Conseil à l'intégration (1990-1997), de l'Institut des hautes études de la justice (1994-1996), de l'Institut français des relations internationales (1998-2004), ainsi que vice-président de l'Alliance française (1995-2007) et de l'Institut international des droits de l'homme (2002-2016).
Marceau Long a également présidé le Club Le Siècle de janvier 1982 à décembre 1984 et la fondation franco-américaine de 1990 à 1993.

## Ouvrages
- Les Grands Arrêts de la jurisprudence administrative, avec Prosper Weil et Guy Braibant, Dalloz, 1956.
- L'Économie de la fonction publique, Presses universitaires de France, 1967.
- Le régionalisme en pratique, René Cassin, Marceau Long, Jacques Pelissier, Marcel Pivert, Cahiers de l'Institut Francais des Sciences Administratives, 1967.
- Les services du Premier ministre, huit conférences devant les étudiants d'Aix-Marseille III en 1978-1980, Presses universitaires d’Aix-Marseille, 1981.
- Portalis : l'esprit de justice, Michalon, 1997.
- Mes regards sur l'ENA, 1949-1995, Comité d'histoire de l'École nationale d'administration n°2, La documentation française, 2015 (160 p.).

## Distinctions
Décorations
- Grand-croix de la Légion d'honneur (2003)[29].
- Commandeur de l'ordre national du Mérite[4].
- Officier de l'ordre des Palmes académiques[4] ; chevalier en 1963[30]
- Chevalier de l'ordre de l'Économie nationale, en qualité de « maître des requêtes au Conseil d'État, directeur général de l'administration et de la fonction publique » (1963)[31]
- Officier de l'ordre du Mérite postal (1962)[32].

Hommage
- Une partie des locaux de l'Institut d'études politiques d'Aix-en-Provence porte son nom : « Espace Marceau Long ».

Prix
- Prix Charles-Aubert de droit de l'Académie des sciences morales et politiques pour l'ensemble de son œuvre (2012).